# Cuecas (EP de 1969)
Cuecas es un EP oficial del dúo de cantautores chilenos Isabel y Ángel Parra, hijos de Violeta Parra, lanzado originalmente en Chile en 1969 bajo el sello Peña de los Parra, fundado por los mismos autores en 1965. Los tres primeros temas pertenecen a su tío y hermano de Violeta, Roberto Parra Sandoval.

## Lista de canciones
Toda la música compuesta por Roberto Parra, salvo que se indique lo contrario. 
| Cuecas |                             |                             |          |  |
| N.º    | Título                      | Música                      | Duración |  |
| 1.     | «Los pobretones I»          |                             | 1:51     |  |
| 2.     | «Los pobretones II»         |                             | 1:56     |  |
| 3.     | «El perro muerto»           |                             | 1:54     |  |
| 4.     | «La cueca de los picados»   | Violeta Parra, Isabel Parra | 1:33     |  |
| 5.     | «Qué penas no habré pasado» | Violeta Parra, Ángel Parra  | 1:37     |  |
| 6.     | «Solita duermo en mi cama»  | tradicional chilena         | 1:30     |  |
| 10:21  |                             |                             |          |  |